# Oxypora lacera
Oxypora lacera là một loài san hô trong họ Pectiniidae. Loài này được Verrill mô tả khoa học năm 1864.